# Charles Ier Robert
Pour les articles homonymes, voir Charles.
Charles Ier Robert ou Charobert d'Anjou-Sicile (Károly Róbert en hongrois), né en 1288 à Naples et mort le 16 juillet 1342 à Visegrád, est roi de Hongrie de 1308 à 1342.
Il est le fils de Charles Martel de Hongrie et de Clémence de Habsbourg.

## Débuts

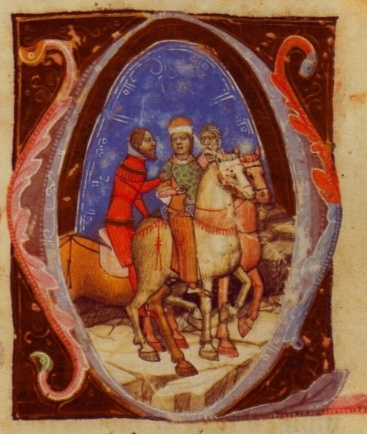
Charles Ier de Hongrie.

### Origine familiale
Charles Robert est le fils de Charles Martel, roi titulaire de Hongrie en 1290, lointain homonyme du vainqueur de Poitiers, et de Clémence de Habsbourg : il est donc petit-fils de Charles II d'Anjou, roi de Naples et de Marie de Hongrie, une fille d'Étienne V de Hongrie. Après la disparition prématurée de son père en 1295, à la mort de son grand-père il est évincé par son oncle Robert du trône de Naples.

### Difficultés initiales
Avant la mort d'André III de Hongrie, Charles Robert âgé de 12 ans se rend en Hongrie pour faire valoir ses droits au trône. Il débarque à Spalato en août 1300 avec l'appui des seigneurs de la région les Šubić, les Frangepan et les Babonić. Après le décès d'André III en janvier 1301, il est couronné par ses partisans une première fois le 13 mai 1301 à Esztergom. Cependant, l'appui du pape Boniface VIII, qui est impopulaire dans le pays, le dessert. Un second prétendant au trône se déclare en la personne de Vaclav III de Bohême qui est couronné à son tour le 27 août 1301 à Székesfehérvár sous le nom de « Laszlo V ». Charles Robert doit se contenter des banats du Sud de la Hongrie. À la mort de son père, Vaclav III de Bohême renonce rapidement au trône de Hongrie au profit d'Othon III de Bavière qui est couronné roi le 3 décembre 1305 sous le nom de « Béla V ». Au cours de l'été 1307, le nouveau roi est capturé par László II Kán, le voïvode de Transylvanie ; après des négociations, il est livré aux fidèles de Charles Robert et il renonce lui aussi au trône.
Grâce à l'habileté du cardinal Gentil de Montefiore, le légat du nouveau pape Clément V qui l'accompagnait, les États de Hongrie acceptent finalement d'élire Charles Robert roi ; il est couronné une seconde fois le 15 juin 1309 et même une troisième fois le 27 août 1310.

### La Hongrie livrée aux princes territoriaux
Après le règne du roi contesté André III de Hongrie le pays était livré à l'ambition de princes territoriaux. Ces derniers, au nombre d'une quinzaine, à partir de leurs domaines, usurpent les prérogatives royales, les domaines et châteaux de la couronne et vassalisent la petite noblesse. Ils sont liés entre eux et aux familles nobles étrangères par de nombreux liens matrimoniaux. Les plus riches et les plus puissants d'entre eux sont : Matthieu Csák († 1321), comte palatin qui contrôle la Haute-Hongrie (l'actuelle Slovaquie), Henri Köszegi, ban de Slavonie, Paul Ier Šubić († 1312), ban de Croatie de Dalmatie et de Bosnie, László II Kán, voïvode de Transylvanie († 1315), Jean Babonić, Amédée Aba, Kopasz Borsa…
Pendant la lutte entre les prétendants au trône, les princes territoriaux soutiennent des candidats différents au gré de leurs intérêts. Après sa victoire, Charles Robert les prive, ainsi que leurs familles, du pouvoir sans ménager ceux qui, comme les Šubić, ont été de ses premiers partisans.

## Règne

### Politique intérieure
Dès son pouvoir royal légitimé, Charles Robert se tourne en effet contre les princes territoriaux. Matthieu Csák est vaincu une première fois dès le 12 juin 1312 lors de la bataille de Rozhanovce. Après la mort en 1315 de Ladislas Kán le roi nomme comme nouveau voïvode de Transylvanie l'un de ses fidèles, Dózsa Debreceni, à qui succède Tamás Szécsény (1322-1342). Il remporte une seconde victoire contre Matthieu Csák en 1317. Les Köszegi sont battus en 1319, Mladen II Šubić, ban de Croatie et de Dalmatie, est capturé et éliminé en 1322 et Jean Babonić, ban de Slavonie, privé de son titre l'année suivante.
À partir de 1323 le roi peut s'employer à affirmer son pouvoir. Il réorganise l'administration et l'armée qu'il dote d'une chevalerie à la « mode française ». Il met en place des réformes monétaires et fiscales qui engendrent la croissance des revenus royaux. Il constitue une nouvelle aristocratie avec la petite noblesse qui avait pâti du régime des princes territoriaux. Le roi s'appuie sur Lațcu, ispán des Sicules (1328-1344), Pál Nagymartoni (hu), comte de la cour (1328-1349), Mikić Akos, ban de Slavonie (1325-1343), et Dumitru Necșa, le grand-argentier (1315-1338).

### Politique extérieure

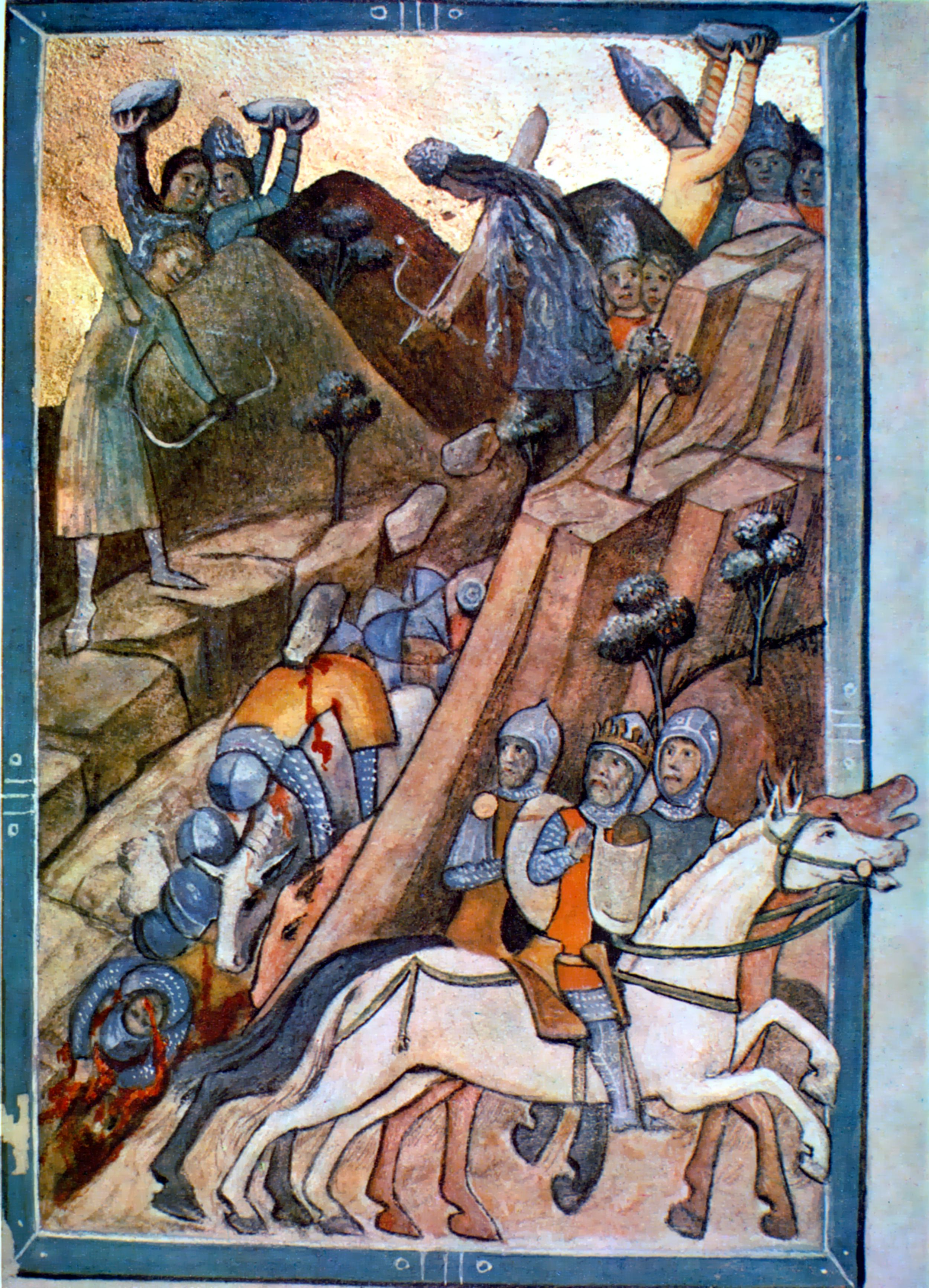
Charles Robert d'Anjou doit fuir le champ de bataille de Posada pour éviter d'être pris en otage, son armée ayant été prise en embuscade.

Au début de son règne Charles Robert s'appuie sur l'alliance des Habsbourgs, la famille de sa mère. Toutefois les rois hongrois et tchèque se rencontrent le 13 février 1327 à Nagyszombat pour conclure une alliance contre les Habsbourg. Charles Robert doit cependant prendre peu après la défense de son beau-père Ladislas Lokietek de Pologne contre Jean Ier de Bohême. Une alliance anti-tchèque est conclue en 1331 jusqu'à la signature d'une paix en 1332. En 1338, il retourne à l'alliance avec la Bohême et signe un traité avec le margrave Charles de Moravie.
En 1333/1334, Charles Robert se rend à Naples afin de négocier avec son oncle Robert Ier de Naples le mariage de son second fils André avec la petite-fille et héritière du roi, Jeanne. Cette union devait permettre de rétablir la lignée aînée de la maison capétienne d'Anjou-Sicile dans ses droits.
Au sud, Charles Robert doit faire face aux velléités de réunification des Serbes et en 1319, il rétablit l'office de ban de Mačva pour tenter de faire face à la politique anti-hongroise de la Serbie, qui sera encore accentuée par Stefan Uroš IV Dušan, qui lui prendra Mačva en 1339. Il se heurte également à son vassal valaque, le voïvode Basarab, auquel il tente de confisquer le banat de Severin. Dans ce conflit, Charles Robert est battu en 1330 par Basarab à la bataille de Posada où son armée pourtant trois fois plus nombreuse est surprise dans un défilé montagneux. Pour éviter d'être pris en otage, il doit fuir déguisé en palfrenier. Cet épisode marque l'émancipation de la Valachie, jusque-là vassale hongroise.
Les campagnes militaires de Charles Robert portèrent sur l'agrandissement de son royaume et, à la fin de son règne, il contrôlait la plupart des États frontaliers : la Dalmatie, la Croatie, la Bosnie et il consolida ainsi la royauté hongroise. Il meurt le 16 juillet 1342 et est inhumé à Székesfehérvár, laissant la couronne à son fils Louis Ier.

## Unions et postérité
Après une première et hypothétique union avec Marie de Halytch, fille de Lev II, prince de Halytch Charles Robert de Hongrie eut trois épouses :
1) en 1306 Marie de Bytom († 1317), fille du duc Casimir de Bytom. Il n'eut pas d'enfant de cette union ;
2) le 24 juin 1318 Béatrice de Luxembourg (1305 † 1319), fille de l'empereur germanique Henri VII de Luxembourg et de Marguerite de Brabant. Ils eurent un enfant, né et mort en 1319. Béatrice mourut probablement en couches ;
3) le 6 juillet 1320 Élisabeth de Pologne (1305 † 1380), fille de Ladislas Ier le Bref et d'Hedwige Piast. Ils eurent :
- Charles (1321 † 1321) ;
- Ladislas (1324 † 1329) ;
- Louis Ier le Grand (1326 † 1382), roi de Hongrie et de Pologne ;
- André Ier de Naples (1327 † 1345), duc de Calabre, marié à Jeanne Ire de Naples ;
- Catherine de Hongrie († 1355), mariée en 1338 à Henri II de Świdnica († 1343/1345) ;
- Étienne (1332 † 1354), voïvode de Transylvanie, Slavonie, Croatie et Dalmatie.

D'une liaison avec la fille de Gyorke de Csak, porte étendard royal, il a un fils illégitime :
- Coloman, évêque de Győr de 1337 à 1375.